# Lacon marmoratus
Lacon marmoratus es una especie de escarabajo del género Lacon, tribu Agrypnini, familia Elateridae. Fue descrita científicamente por Fabricius en 1801.
Se distribuye por Estados Unidos y Canadá. La especie se mantiene activa durante los meses de febrero, marzo, abril, mayo, junio, julio, agosto, septiembre, noviembre y diciembre.